# Manuel Macías Casado
Manuel Macías y Casado (Teruel, 3 de noviembre de 1844 - Madrid, 7 de noviembre de 1937) fue un teniente general español. Sirvió o se desempeñó en la labor de gobernador-general de Puerto Rico durante la Guerra hispano-estadounidense y como gobernador de Melilla —el único que lo ha sido en tres etapas diferentes: dos antes de la guerra y una después de esta—, y ocupó otros variados cargos.

## Biografía
Macías y Casado nació en Teruel, España, asistió al Colegio de Infantería y llegó a ser un subteniente a la edad de 17 años. Llegó a ascender a teniente en Cuba el 1 de enero de 1863. En diciembre de 1863 fue trasladado o transferido a Santo Domingo. Fue promovido a capitán en marzo de 1864. Se le dejó en Santo Domingo hasta 1865.
Desde 1865 a abril de 1875, fue redestinado otra vez en Cuba. Estuvo en acción en Cuba durante la Guerra de los Diez Años y fue promovido a teniente coronel y entonces a coronel en marzo de 1874.
Volvió a España en 1875 y se le destinó a Melilla hasta 1886, y más tarde en Albacete y Santander. Llegó a general el 9 de junio de 1891 y fue nombrado gobernador de Cartagena. Después fue colocado en Valencia y más tarde Melilla, donde sirvió como gobernador militar (1893-1894). Fue nombrado teniente general y también capitán general de las Islas Canarias en agosto de 1894. Tras 1894, Julio Cervera Baviera, más tarde un pionero en el desarrollo de la radio, sirvió como aide-de-camp a Macías y Casado en varias últimas asignaciones.

## En Puerto Rico
El 17 de enero de 1898, Macías y Casado fue nombrado gobernador general y capitán general de Puerto Rico.
Con la irrupción de la Guerra hispano-estadounidense, Macías declaró la ley marcial, resolución a oponerse a las fuerzas americanas.

## Tras la guerra hispano-estadounidense
Fue nombrado capitán general de Burgos, Navarra y las Vascongadas, y comandante en jefe del 6.º Cuerpo del ejército.
La guerra civil española estaba transcurriendo durante un año cuando él murió en Madrid en 1937, a los 93 años de edad.